# RIG-I
RIG-I (англ. retinoic acid-inducible gene 1) — рецептор группы RIG-I-подобных рецепторов, фермент хеликаза. Продукт гена человека DDX58.

## Функция
RIG-I является внутриклеточным рецептором опознавания паттерна, который участвует в антивирусном ответе системы врождённого иммунитета организма. RIG-I распознаёт 5'-трифосфорилированные одноцепочечные РНК, двуцепочечные РНК и короткие фрагменты двуцепочечных РНК (<1 kb в длину). RIG-I подобно другому рецептору этой группы MDA5 участвует в активации белка MAVS и запуске антивирусного клеточного ответа. Для эффективного ответа на многие вирусы требуется также наличие третьего белка из RIG-I-подобных рецепторов LGP2.
RIG-I содержит т. н. DEAD box (последовательность аспарагиновая кислота-глутаминовая кислота-аланин-аспарагиновая кислота, характерная для РНК-хеликаз) и CARD-домен.